# St. Nikolaus (Kronach)

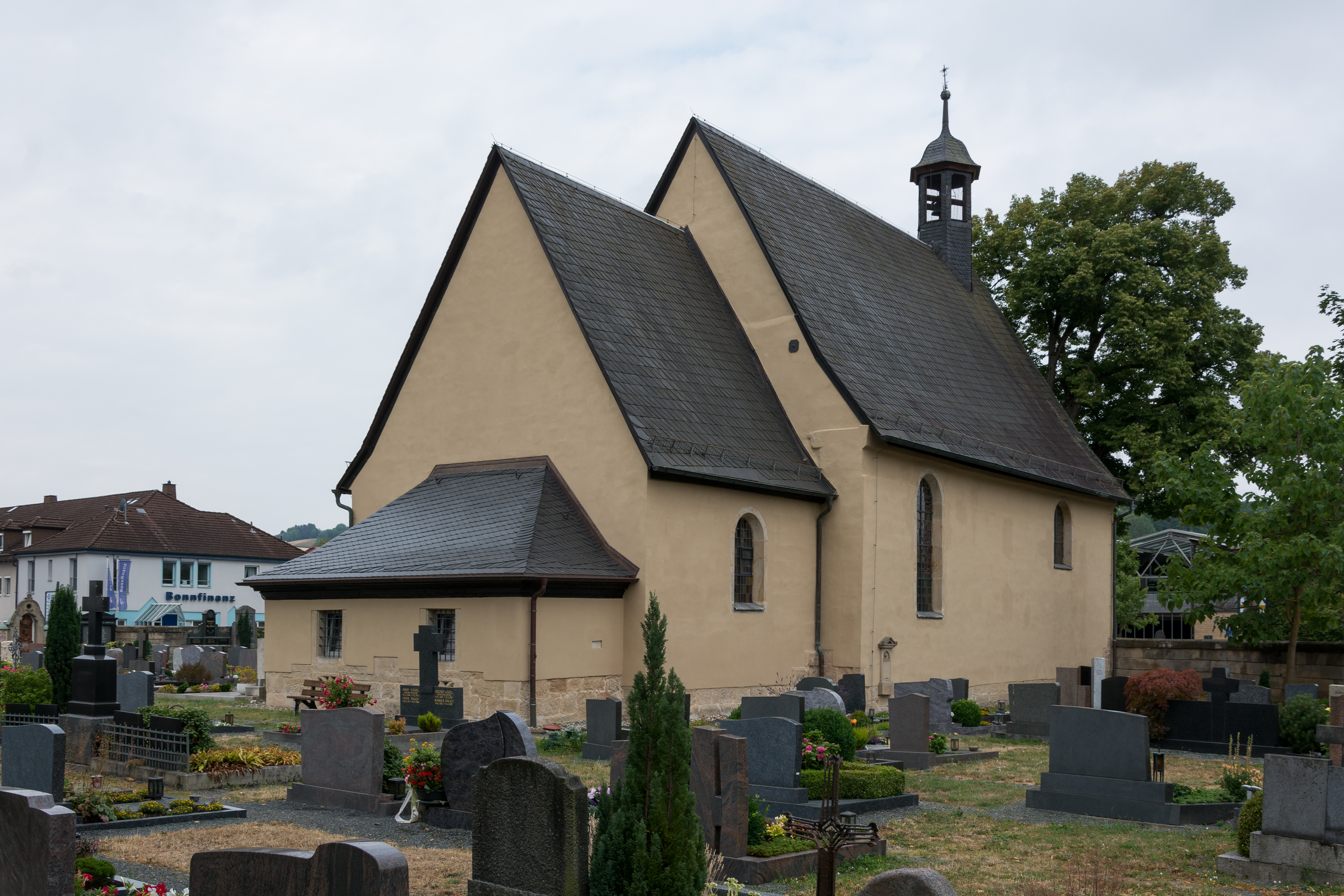
Nordostansicht von St. Nikolaus

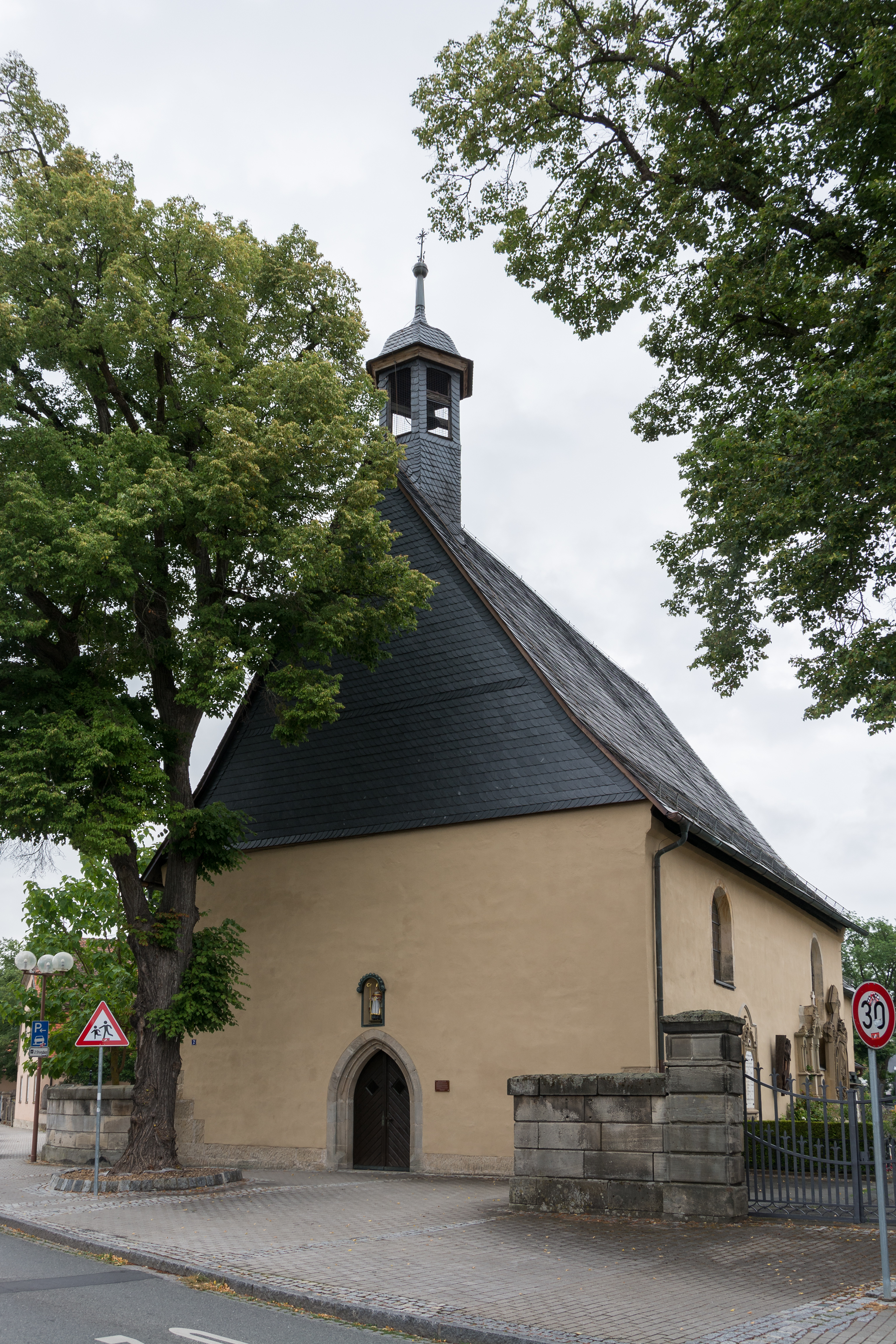
Westseite mit Eingangsportal

Die römisch-katholische Friedhofskapelle St. Nikolaus steht auf dem Friedhof in Kronach, der Kreisstadt des oberfränkischen Landkreises Kronach. Das Bauwerk ist unter der Denkmalnummer D-4-76-145-85 als Baudenkmal in der Bayerischen Denkmalliste eingetragen. Die Kapelle gehört zur Pfarrei St. Johannes der Täufer im Seelsorgebereich Kronach des Dekanats Kronach des Erzbistums Bamberg.

## Beschreibung
Die Kapelle wurde im Jahr 1398 erstmals urkundlich erwähnt und entstand wohl rund 50 Jahre davor. Sie wurde 1572 durchgreifend erneuert. Die Saalkirche besteht aus einem Langhaus und einem eingezogenen, gerade geschlossenen Chor im Osten, an dem im 18. Jahrhundert die Sakristei angebaut wurde. An der Westseite befindet sich ein gotisches Eingangsportal, die Fenster an den Längsseiten des Gebäudes sind romanisch. Aus dem schiefergedeckten Satteldach des Langhauses erhebt sich ein sechseckiger Dachreiter, der mit einer Glockenhaube bedeckt ist. Die Glocke in seinem Inneren wurde im Jahr 1651 vom Kronacher Glockengießer und Büchsenmacher Andreas Limmer gegossen. 
Im Innenraum wurde 1590–1594 eine Empore eingebaut, die mit zwölf auf Holz gemalten Bildern verkleidet ist; es handelt sich dabei um Gedächtnistafeln für Kronacher Bürger, vornehmlich Floßherren. Zur Kirchenausstattung gehören drei barocke Altäre aus der zweiten Hälfte des 18. Jahrhunderts und eine 1547 eingebaute Kanzel aus Sandstein im Renaissancestil.
Im Jahr 2019 wurde der Außenbereich der Kapelle umfassend saniert. Dabei wurden zahlreiche Schäden an Mauerwerk und Putz beseitigt und Drainagen verlegt, um zukünftigen Beschädigungen durch eindringendes Wasser vorzubeugen. Weiterhin wurde die Dachkonstruktion instand gesetzt und die Eindeckung ausgebessert oder erneuert. Der Giebel an der Westseite wurde mit Naturschiefer verkleidet, um ihn vor Witterungseinflüssen und Schäden durch einen Baum in unmittelbarer Nachbarschaft zu schützen. Im Jahr 2020 folgte die Sanierung des Innenbereichs von St. Nikolaus. Dabei wurden ebenfalls Schäden am Putz beseitigt, der Farbanstrich der Wände erneuert und die hölzerne Innenausstattung gereinigt und renoviert. Zusätzlich erhielt die Kapelle einen neuen Altar und einen neuen Ambo. Die Gesamtkosten für die Arbeiten im Innen- und Außenbereich beliefen sich auf etwa 330.000 Euro.